# Georg Ludwig Pilar von Pilchau

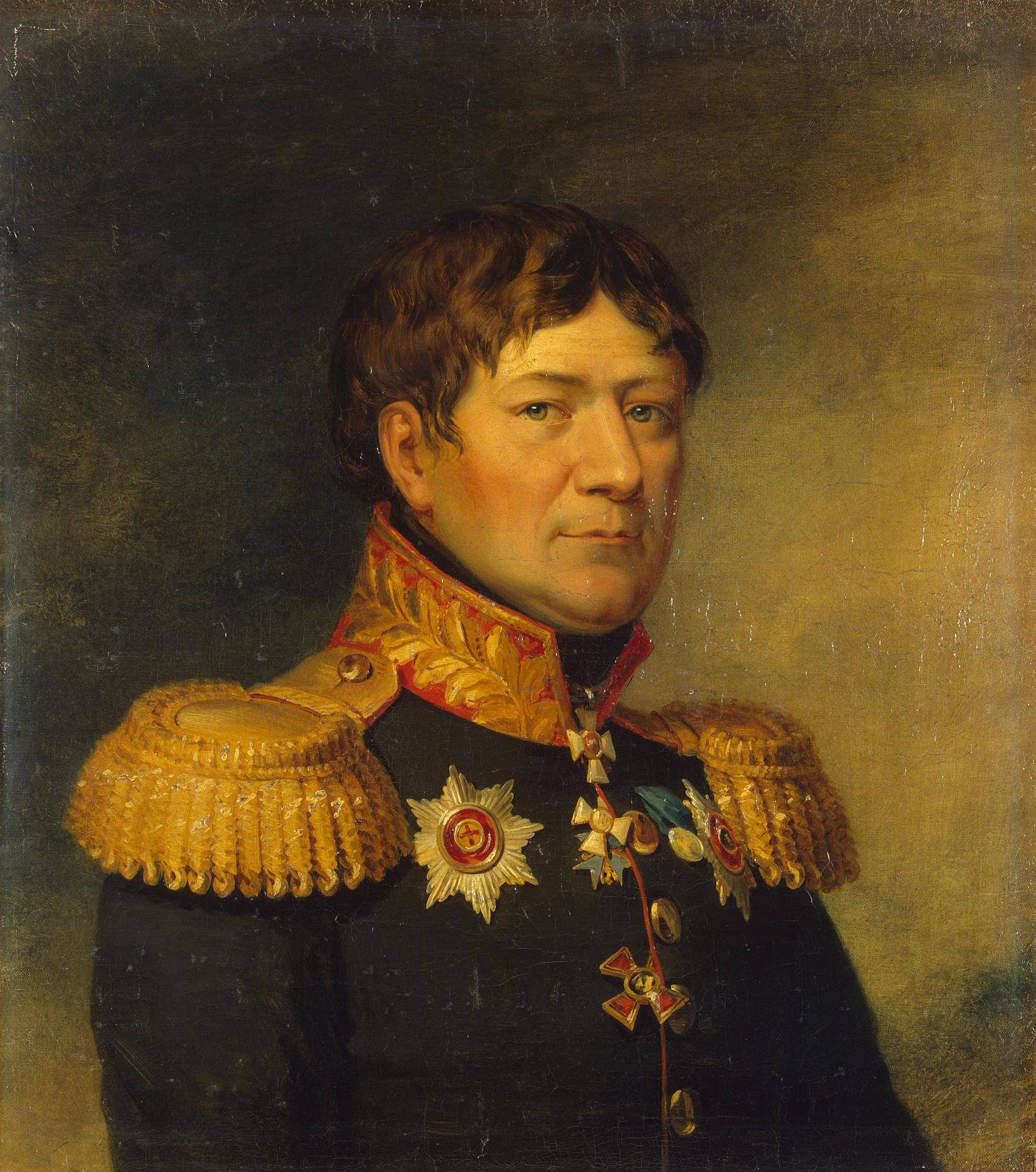
Generalmajor Georg Ludwig Pilar von Pilchau

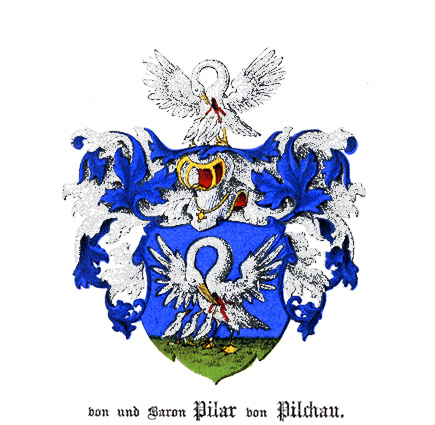
Wappen der Adelsfamilie Pilar von Pilchau

Georg Ludwig Pilar von Pilchau (russisch Егор Максимович Пиллар, Egor Maksimowitsch Pilar; * 8.jul. / 19. März 1767greg. in Kirna, Estland; †  27.jul. / 8. November 1830greg. in Märjamaa, Estland), Herr auf Kirna, war ein deutsch-baltischer Adelsmann. Er stand in russischen Diensten und erlangte den Dienstgrad Generalmajor.

## Leben

### Herkunft und Familie
Georg Ludwig Pilar von Pilchau stammte aus dem baltischen Adelsgeschlecht der Pilar von Pilchau, deren Ansässigkeit im Baltikum bis auf das Jahr 1656 zurückgeht. Seine Eltern waren der Major Magnus Wilhelm Pilar von Pilchau (russisch Магнус Вильгельм Бар. Пилляр фон Пильхау, * 1734; † 25. November 1801 in Jöggis), Herr auf Kirna, und Catharina Helena von Tausas (1735–1791). Georg Ludwig war mit Johanna Agneta von Hesse (1779–1847) verheiratet, ihre drei Söhne waren:
- Alexander Pilar von Pilchau (1804–1866), Stabshauptmann
- Nikolai Pilar von Pilchau (1815–1887), Leutnant
- Georg Jakob Baron Pilar von Pilchau (* 18. Dezember 1819; † 16. Juli 1882), Stabshauptmann, dieser war mit Sophie Julie Agnes Clapier de Colongue (1835–1911) verheiratet.
  - Maximilian Pilar von Pilchau (1860–1917), mit ihm starb 1917 der Zweig Kirna im Mannesstamm aus.

### Werdegang
Seine militärische Laufbahn begann Georg Ludwig im Jahre 1780 als Fähnrich, in dem er mehrere Offizierslehrgänge absolvierte. In den aktiven Militärdienst wurde er 1784 übernommen und diente als Leutnant in Narva in einem Infanterie-Regiment. Seine nächste Verwendung übernahm er im Wyborger Infanterie-Regiment, mit diesem Regiment wurde er zu seinen ersten Kriegseinsätzen eingesetzt. 1788 nahm er am Russisch-Schwedischen Krieg (1788–1790) teil und wurde 1790 zum Hauptmann befördert. Nach dem Krieg diente er weiterhin in der Kaiserlichen-Russischen Armee und wurde 1798 zum Major befördert. Seine nächste Kriegsverwendung folgte im Napoleonischen Krieg, er war 1799 unter Suworow in Österreich, Norditalien und 1800 unter Korsakow der Schweiz eingesetzt. 1801 kehrte er als Oberstleutnant nach Russland zurück, er wurde dann 1805 zum Oberst befördert. Weitere Kriegseinsätze waren in der Schlacht bei Austerlitz, in der Schlacht bei Preußisch Eylau und in der Schlacht am Fluss Passarge in Polen. Nach weiteren Einsätzen in Schweden nahm er am Russisch-türkischen Krieg (1806–1812) teil und kämpfte zwischen 1808 und 1809 in Moldau und in der Walachai. In Anerkennung seiner Verdienste wurde er zum Brigadekommandeur ernannt und übernahm am 19. Oktober 1810 das Kommando der Jäger-Brigade der 4. Infanterie-Division.
Im Jahr 1812 war er Teilnehmer am Vaterländischen Krieg und führte seine Brigade im Rahmen des 2. Infanteriekorps (General Baggowut) bei der 1. Westarmee. Er nahm an den Kämpfen bei Witebsk, Smolensk, Valutina Gora sowie an der Schlacht von Borodino (7. September) teil. Seine Truppen wehrten  mehrere französische Angriffe in der Mitte der Position ab, bevor sie am Abend zurückgenommen wurden. Bei den  russischen Gegenangriffen nahm er an der Schlacht bei Tarutino, Wjasma und Krasnoje teil. Für seine Leistungen wurde er am 21. November 1812 zum Generalmajor (Rang seit 26. August 1812) befördert.
Im Feldzug von 1813 kämpfte seine Jägerbrigade in der Schlachten von Großgörschen und Bautzen (Orden St. Georg der 3. Klasse) und bei den Gefechten von Lebau, Großkirchen und Nieder-Putzkau. Danach übernahm er die Führung der 17. Infanterie-Division im 8. Infanteriekorps und griff unter General de Saint-Priest in der entscheidenden Schlacht von Leipzig ein. Anschließend befehligte die „spezielle Einheit“ zur Besetzung der Stadt Andernach. Im Feldzug von 1814 nahm er an der Belagerung von Mainz teil und stieß dann als Kommandant verbündeter Truppen (z. B. Schweden) über Reims bis nach Paris vor. Am 18. März 1814 befanden sich seine Truppen im Raum Vincennes und beteiligten sich später am Sturm auf Montmartre. Für seine Leistung wurde ihm  der Orden von St. Wladimir des 2. Klasse und der preußische Orden vom Roten Adler 2. Klasse verliehen. Durch einen höchsten Befehl vom 22. Juli 1817 wurde Generalmajor Pilar zum Kommandeur der 1. Brigade der 16. Infanteriedivision ernannt. Aus gesundheitlichen Gründen wurde er im August 1817 aus der kaiserlich-russischen Armee entlassen und lebte bis zu seinem Tode auf seinem Gutshof in Kirna.

## Orden und Ehrenzeichen
- Orden des Heiligen Wladimir (2. Klasse)
- Russischer Orden des Heiligen Georg (3. und 4. Klasse)
- Russischer Orden der Heiligen Anna (1. Klasse und 2. Klasse mit Diamanten)
- Preußische Roter Adler Orden (2. Klasse)
- Militärorden Pour le Mérite
- Schwedischer Schwertorden
- Goldenes Schwert für Tapferkeit  einmal mit Silbermedaille und einmal mit Diamanten
- Orden des Heiligen Andreas des Erstberufenen